# 成日受傷的男人
《成日受傷的男人》（英語：Love is Blind）是香港電視廣播有限公司拍攝製作的時裝劇集，全劇共20集，監製梅小青，劇集被指抄襲日劇101次求婚。

## 演員表
- 廖偉雄 飾 毛堅庭
- 周海媚 飾 梁　季
- 王書麒 飾 李志輝
- 樊亦敏 飾 王敏絲
- 梅小惠 飾 吳碧惠
- 李中寧 飾 蘇馬田
- 林家棟 飾 Andy
- 王偉樑 飾 Jacky
- 麥嘉倫 飾 阿　B
- 鄭君寧 飾 阿　弟
- 劉秀萍 飾 嬌
- 陳燕航 飾 娟　姐
- 林嘉麗 飾 歐小姐
- 吳列華 飾 Mary
- 黃文標 飾 旺
- 游　飈 飾 財
- 李煌生 飾 嬌男友/成
- 陳狄克 飾 九　叔
- 蔡欣樺 飾 金　妹
- 陸麗燕 飾 Gigi
- 張　延 飾 芳
- 陳曉雲 飾 Lo
- 曾令茵 飾 愛
- 黃煒林 飾 強
- 葉振聲 飾 青
- 曾慧雲 飾 珠　婆
- 河國榮 飾 Nelson
- 李麗麗 飾 林　太
- 馮瑞珍 飾 阿　婆
- 飾 嫖客甲
- 博　君 飾 司機雄
- 鄧煜榮 飾 嫖客乙
- 麥皓為 飾 何　伯
- 梁建平 飾 司徒大衛
- 劉桂芳 飾 移民官
- 陳勉良 飾 伙記甲
- 何金靈 飾 伙記乙/Dr. Chan
- 許實賢 飾 伙記丙
- 蕭玉燕 飾 記　者
- 鮑　方 飾 吳秉川
- 梁欽棋 飾 沈
- 崔嘉寶 飾 吳碧芬
- 何遠恆 飾 靚　仔
- 虞天偉 飾 司　機
- 張北雲 飾 匪徒甲
- 羅　維 飾 匪徒乙
- 王維德 飾 Joe
- 歐陽莎菲 飾 何二姑
- 梁舜燕 飾 李洪笙
- 郭少芸 飾 Rita
- 羅雪玲 飾 Lily
- 鄧梓峰 飾 李世文
- 蔣文端 飾 惠朋友
- 方　傑 飾 醫　生
- 冼燕芳 飾 歌唱護士
- 郭城俊 飾 John
- 劉　允 飾 賊
- 雲大華 飾 戝　甲
- 區人山 飾 賊　乙
- 祝文君 飾 Ann
- 張海勤 飾 Joe
- 林建峰 飾 楊律師
- 戴少民 飾 胡律師